# Cangetta ammochroa
Cangetta ammochroa là một loài bướm đêm trong họ Crambidae.